# Max Möller (1944-1989)
Berend Max Möller (Amsterdam, 8 april 1944 - Huizen (Noord-Holland), 16 juni 1989) was een Nederlands vioolbouwer. Hij was na Max Möller (1875-1948) en Max Möller (1915-1985) de derde generatie binnen dat vak.
Hij was zoon van Max Möller en Geertruida (Tusha) ten Seldam, dan wonend aan de Zuidelijke Amstellaan. Hijzelf trouwde in 1975 met Cornélie Elizabeth Nijenbandring de Boer.
Net als zijn vader leerde deze Möller het vak aan de vioolbouwchool te Mittenwald. Daarna trok hij naar Mirecourt, atelier Jean Eulry. Hij deed staatsexamen in Stuttgart (1969). Er volgden stageplekken in Stuttgart, Lausanne, Genève, Parijs, Londen en Philadelphia (Pennsylvania). Na het overlijden van zijn vader nam hij diens zaak aan de Willemsparkweg 15 over. Hij kon er slechts enige tijd leiding aan geven.
Hij werd op 16 juni 1989 rond 1.30 uur in zijn woning doodgeschoten bij een roofoverval. Vrouw en kinderen bleven ongedeerd.
Het atelier werd op naam van Max Möller voortgezet door zijn vrouw Cornélie Möller. In 2006 trok een andere vioolbouwer in het pand, de eveneens in Mittenwald opgeleide Andreas Post.